# Gualtherus van Doeveren

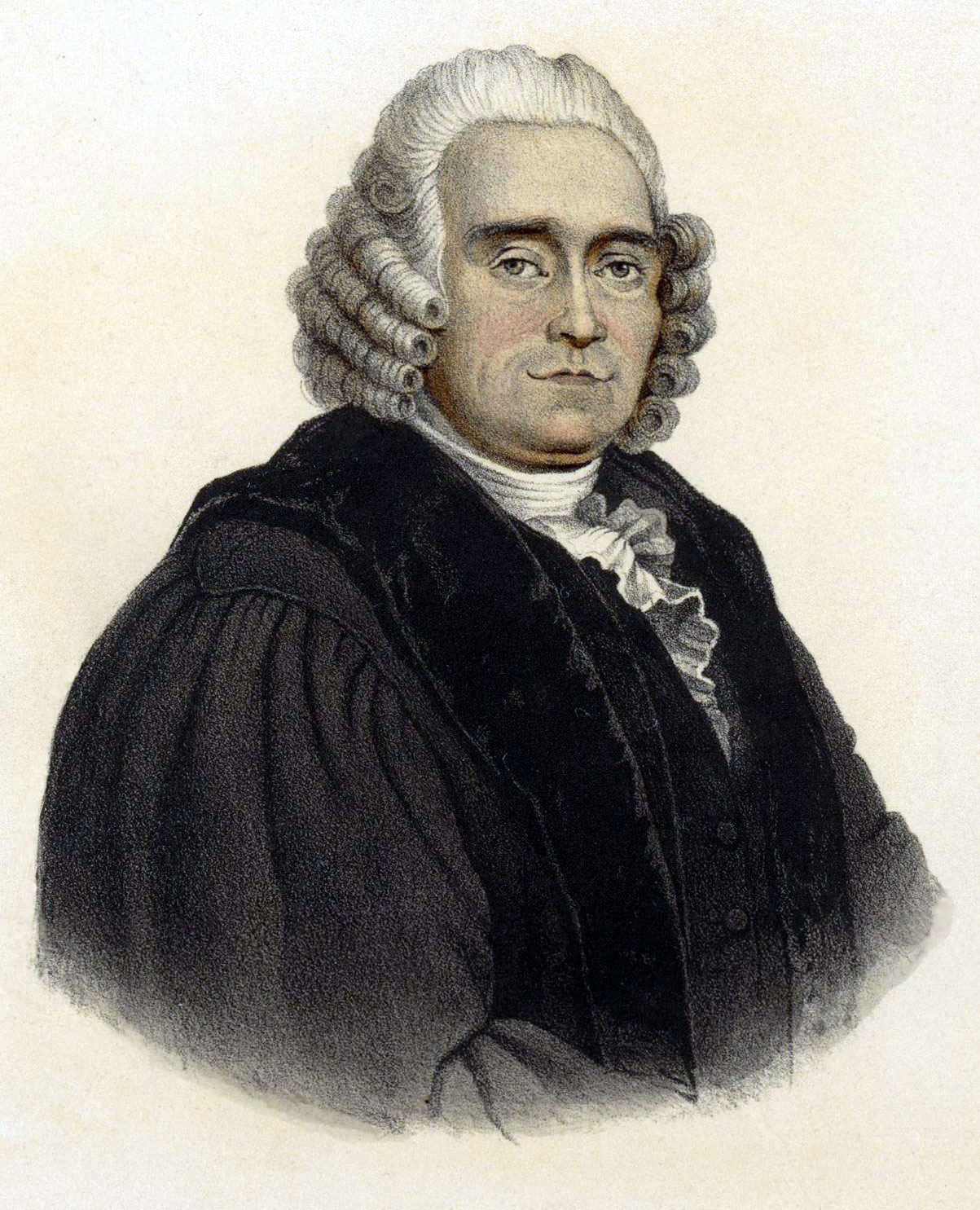
Gualtherus van Doeveren

Gualtherus van Doeveren (auch: Wolther van Doeveren, Wouter van Doeveren; * 16. November 1730 in Philippine; † 31. Dezember 1783 in Leiden) war ein niederländischer Mediziner.

## Leben
Der Sohn des flandrischen Deichinspektors Anthony van Doeveren und dessen Frau Petronella de Haas hatte nach erfolgter Vorbildung 1747 die Universität Leiden bezogen, um ein Studium der Medizin absolvieren. In Leiden studierte er bei Pieter van Musschenbroek, Frederik Bernard Albinus, Bernhard Siegfried Albinus, Hieronymus David Gaub, David van Royen und Frederik Winter. 1752 führte ihn eine Studienreise nach Paris, wo er Vorlesungen bei Jean-Antoine Nollet, Antoine Ferrein (1693–1769), Jean Astruc, Jean-Louis Petit (1674–1760) und André Levret besuchte. Im Folgejahr kehrte er nach Leiden zurück. 
Hier erwarb er am 21. Oktober 1753 mit der Dissertatio de vermibus intestinalibus hominum praecipue de Faenia (Leiden 1754) den Grad eines Doktors der Medizin. Seine Promotionsschrift erschien 1764 in französischer Sprache und wurde später auch in die Deutsche Sprache übersetzt. Danach war er als Arzt in Leiden tätig und entwickelte dabei solche außergewöhnlichen Fähigkeiten, dass die Kuratoren der Universität Groningen auf ihn aufmerksam wurden. Diese boten ihm am 18. März 1754 die Professur an der medizinischen Fakultät der Hochschule an. Dieses Amt trat Doeveren am 11. Juni desselben Jahres mit der Rede Oratio de Imprudente raliocinio ex observationibus et experimentis Medicis an. In Groningen dozierte er über Physiologie, Chirurgie, Pathologie und Geburtshilfe. 
Nach dem Tod von Tiberius Lambergen wurde er dessen Nachfolger in der medizinischen Praxis und klinischen Chemie, während Petrus Camper seine Professur die Anatomie und Chirurgie übernahm. Er war 1761/62 und 1769/70 auch Rektor der Groninger Alma Mater.  Als er das erste Mal dieses Amt niedergelegt hatte, hielt er die Rede Oratio de erroribus medicorum, sua utilitate non carentibus und das zweite Mal de sanitatis Groninganorum praesidiis ex urbis naturali historia derivandis (Groningen 1770; von Matthias Steevens van Geuns in niederländischer Übersetzung herausgegeben). Aber auch in Leiden erkannte man bald die medizinischen Fähigkeiten, so dass man ihn 1771, nach dem Tod des berühmten Bernhard Siegfried Albinus, zum Professor der Medizin und Geburtshilfe an die Universität Leiden berief. 
Einen Ruf an die Universität Göttingen lehnte er ab. Stattdessen trat er am 6. Mai 1771 die Leidener Professur mit der Rede de Recentiorum inventis Medicinam hodiernam Veteri praestantiorem reddentibus an. Nicht unwichtig war auch seine im Jahr 1778 gehaltene Rektoratsrede de remedio morbi, sive de malis, quae a remediis, sanandi caussa adhibitis, saepenumero hominibus accidere solent, welche 1779 in Leiden erschien. Nachdem er zwölf Jahre in Leiden tätig gewesen war, starb er an Gicht. Doeveren war ein starker Befürworter der Variolation. Er war Mitglied mehrerer Gelehrtengesellschaften, darunter 1766 auch der Niederländischen Akademie der Wissenschaften in Haarlem; im Jahr 1766 wurde er auch zum Mitglied der Leopoldina gewählt.  1781 wurde er zum Leibarzt von Wilhelm V von Oranien-Nassau ernannt.
Aus seiner 1758 geschlossenen Ehe mit Aletta Everhardina, der jüngsten Tochter des Groninger Professors der Rechte Jakob Eck (1693–1757), stammen drei Söhne. Man kennt die Namen Anton Jacob van Doeveren (* 1763; † 30. Oktober 1805, Arzt in Leiden und verheiratet mit Elisabeth van Reverhorst), Kornelis Aemilius van Doeveren und Johannus Arnoldus van Doeveren.

## Werke
- Sermo Academicus de erroribus Medicarum sua utilitate non carentibus. Groningen 1762
- Specimen observationes academicarum ad monstrorum historiam anatomen, pathologiam et artem obstetriciam, praecipue spectantium. Groningen und Leiden 1765
- Sermo Academicus de sanitatis Groninganorum praesidiis ex urbis naturali historia derivandis. Groningen 1770
- Redevoering over de gunstige gesteldheid van Groningen voor de gezondheid. Groningen 1771
- Epistola ad clarissimum Eduard Sandifort, de felici successu insitionis variolarum, Groningae institutae. 1770
- Primae lineae de cognoscendis mulierum morbis in usus Academicos. Leiden 1777, Leipzig 1786